# Oued El Abtal
Oued El Abtal (în arabă واد الأبطال) este o comună din provincia Mascara, Algeria.
Populația comunei este de 21.278 de locuitori (2008).